# Váňův kámen
Váňův kámen je přírodní památka poblíž obce Kopřivnice v okrese Nový Jičín. Chráněné území spravuje Krajský úřad Moravskoslezského kraje.

## Historie

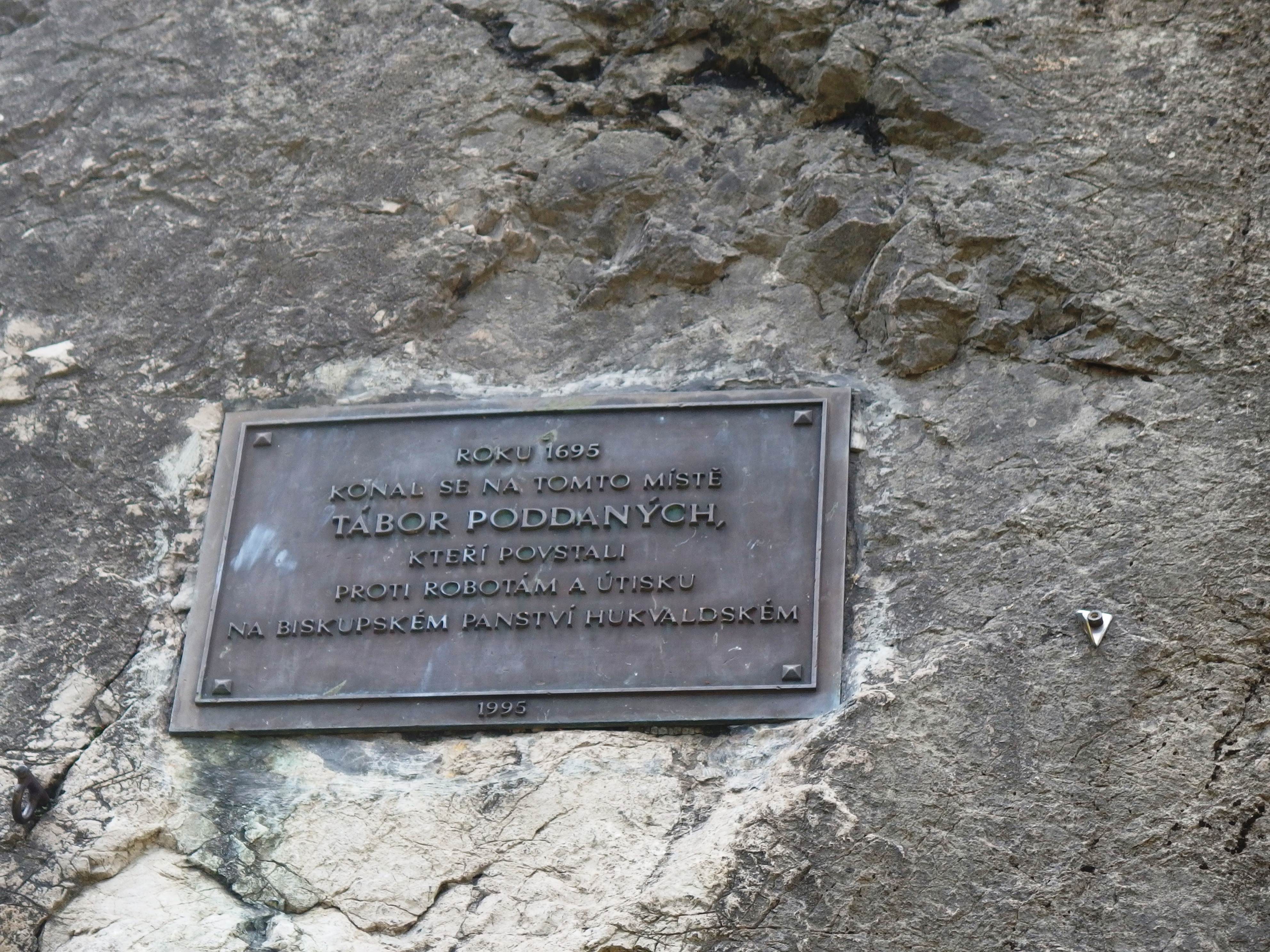
Pamětní deska k 300. výročí selského povstání

Váňův kámen a jeho nejbližší okolí je také významnou archeologickou a historickou památkou. Profesor Karel Jaroslav Maška nalezl v  roce 1879 na této lokalitě bronzové jehlice a pazourkové nožíky. Při archeologickém průzkumu zde byly zjištěny též důkazy existence tzv. kultury púchovského lidu.
Z historické doby je známo několik dramatických událostí, jako byla selská povstání, která se zde odehrála v 17. století. Těchto povstání se účastnilo až 1500 mužů z 30 obcí tehdejšího biskupského hukvaldského panství. Na jihovýchodní stěně Váňova kamene byla na památku těchto povstání v roce 1995 odhalena bronzová pamětní deska.

## Předmět ochrany
Důvodem ochrany je zachování významného skalního útvaru – dominantního výchozu jurského vápence s výraznou brekciovou texturou. Přírodní památka se nachází v malém zalesněném remízku na jihovýchodním svahu Bílé hory. Širší území přírodní památky je téměř z poloviny porostlá mladou dubohabřinou.

### Geomorfologie
Z hlediska geomorfologického členění náleží území do celku Podbeskydská pahorkatina v subprovincii Vnější Západní Karpaty. Výrazný skalní vápencový výchoz je co do morfologie velmi významným útvarem. Skála o rozměrech 50 krát 30 metrů má u paty přibližně trojúhelníkový půdorys a vystupuje jako kolmý jehlan do výše asi 20 m nad okolní terén. Stěny skály byly utvářeny lomovou těžbou vápence, která zde probíhala koncem 19. století.

### Geologie
Skála je tvořena krou světle šedého štramberského vápence s výraznou brekciovitou stavbou. Tyto vápence jsou významné i z paleontologického hlediska, neboť obsahují hojné ukázky fauny někdejšího jurského korálového rifu.

## Přístup
Ke Váňovu kameni dojdete po modré turistické značce a zároveň po Lašské naučné stezce z náměstí v Kopřivnici. která dále pokračuje k rozcestníku Štramberk – pod Bílou Horou. Pokud opustíte modrou turistickou značku, můžete po druhé trase Lašské naučné stezky dojít až na vrchol Bílé hory s rozhlednou.

## Horolezectví
Váňův kámen je často využíván horolezci jako cvičná lezecká stěna, přičemž k výstupům je vyžívána především jižní a jihovýchodní strana skály. Na Váňově kameni je vyznačeno celkem 22 lezeckých cest nižší až střední obtížnosti, přičemž zdejší nejobtížnější cesty dosahují stupně 7+ a 8-.